# Плевна (Грчка)
Плевна (грч. Πετρούσσα, Петруса) је насељено место у општини Просечен у периферији Источна Македонија и Тракија, Грчка. Према попису из 2021. године било је 1.523 становника.
Према бугарском географу и историчару, Василу Канчову, у Плевни је 1900. године живело 2.140 Словена хришћана и 12 Рома. Двадесетих година 20. века и поред великог притиска грчких власти само четири мештана се иселло а насељено је 17 грчких избегличких породица, укупно 77 особа. На попису из 1928. године Плевна је имала 2.760 становника, углавном Словена. Током 1945—1946. због терора грчких десничарских снага део словенског становништва је избегао у Бугарску, одакле је један део прешао у Југославију (СР Македонија).